# Championnats du monde de gymnastique rythmique 1969
Navigation
Édition précédente Édition suivante
Les championnats du monde de gymnastique rythmique 1969, quatrième édition des championnats du monde de gymnastique rythmique, ont eu lieu du 27 au 29 septembre 1969 à Varna, en Bulgarie.